# Ligugé

Ligugé este o comună în departamentul Vienne, Franța. În 2009 avea o populație de 2.990 de locuitori.

## Monumente
- Abbaye Saint-Martin de Ligugé⁠(fr)[traduceți], monument istoric din secolul al IV-lea